# Флэш Гордон (телесериал, 2007)
«Флэш Гордон» (англ. Flash Gordon) — американский фантастический телесериал основанный на одноимённом комиксе и других адаптациях комикса.

## Сюжет
Главный герой сериала, Стивен «Флэш» Гордон (прозвище, полученное из-за того, что он — отличный бегун), живёт со своей матерью в Мэриленде. Его отец был учёным, исчезнувшим в загадочном несчастном случае, когда Флэшу (Эрик Йоханн Джонсон) было 13. Бывшая подруга Флэша, Дейл Арден (Джина Холден), является репортёром телевизионных новостей и помолвлена с детективом Джо Уайли. Флэш и Дейл встречают эксцентричного бывшего помощника старшего Гордона по имени Ганс Зарков (Джоди Расикот), когда начинают появляться порталы, позволяющие путешествия между Землёй и планетой Монго.
Монго правит безжалостный диктатор Минг (Джон Ралстон), которого в этой адаптации зовут не «Беспощадным», а «Доброжелательным Отцом». Минг является более современным диктатором, зачастую использующим прессу для пропаганды, а не упрощённым злодеем из ранних версий франшизы. Как и прежде, у Минга есть дочь, принцесса Аура (Анна ван Гоофт), которой не нравится излишняя брутальность отца. Сериал добавляет нового нечеловеческого персонажа, Бэйлин (Карен Клиш), охотницу за головами с Монго. Она оказывается в ловушке на Земле и становится помощницей Флэша, Дейл и Заркова.
Народы Монго проживают в «кантонах», племенных группах. Известные кантоны включают омадриан (мужененавистных женщин, создающих чудодейственные лекарства), верденов (которыми правит принц Барин), турины (люди-львы) и дактили (изменённые люди-ястребы из комикса). Также существуют девиаты — люди, физически и умственно мутировавшие от заражённой воды. Это уродство передаётся по наследству, поэтому девиаты считаются нежелательными на Монго. Дети, у которых хотя бы один процент ДНК заражён «болезнью» девиатов, подлежат смерти.
В серии «Горевание» раскрывается, что когда-то все народы Монго жили в единстве и процветании (технологическом и культурном). Но затем истощились природные ресурсы, и жители Монго устремили свой взор к естественному спутнику планеты. На луне они обнаружили неизвестный ранее минерал, оказавшийся очень полезным, но опасным ресурсом. Для его обработки были построены две искусственные луны (приблизительно 1/6 размера естественной). Но затем произошла катастрофа, позже известная как «Горевание». Взрыв минерала навсегда изменил историю Монго. Вся планета была заражена, вода стала непригодной для питья. Даже воздух стал опасным. Лишь 1/100 населения смогла спастись, переселившись на одну из искусственных лун. Все остальные погибли мучительной смертью. Лишь спустя несколько поколений переселенцы смогли вернуться на Монго, но планета к тому времени сильно изменилась. Вода осталась непригодной для питья, но был обнаружен источник незаражённой воды глубоко под землёй. Вокруг колодца была построена будущая столица Монго.

## В ролях
- Стивен «Флэш» Гордон — Эрик Джонсон
- Дейл Арден — Джина Холден
- Бэйлин — Карен Клиш
- Доктор Ганс Зарков — Джоди Расикот
- Минг — Джон Ралстон
- Принцесса Аура — Анна ван Гоофт
- Ник Гилмор — Пану
- Джо Уайли — Джайлс Пантон
- Ранкол — Джонатан Ллойд Уокер
- Нора Гордон — Джилл Тид
- Джоли Лавант — Кармен Мур
- Принц Барин — Стив Бачич
- Принц Валтан — Тай Олссон

## Список серий

### Сезон 1
1. Пилотная серия — Флэш Гордон считал, что его отец погиб в пожаре 13 лет назад. На самом деле профессор Гордон, провалившись в портал, попал на планету Монго. А теперь что-то вернулось через портал в поисках загадочного артефакта, оставленного Гордоном. Флэшу приходится вместе со своей бывшей подругой Дейл Арден путешествовать на Монго и встретиться лицом к лицу с Мингом, жестоким повелителем планеты.
2. Гордыня — охотница за наградой по имени Бэйлин, посланная Мингом, оказывается оставлена на Земле… и переезжает в дом Флэша, хочет он того или нет. Чтобы вернуть Бэйлин домой, Минг посылает за ней другого охотника, который имеет личные связи с ней.
3. Заражение — опасное насекомое попадает через нестабильный портал на Землю и кусает лучшего друга Флэша. Дейл остаётся следить за Ником, тогда как Флэш и Бэйлин прыгают на Монго, чтобы найти лекарство.
4. Убийца — Флэш поражён, когда видит своего отца на Земле… но его радость превращается в ужас, когда профессор Гордон начинает убивать своих бывших коллег.
5. Вознесение — Валтан, лидер дактилей, заставляет Ранкола открыть портал на Землю, чтобы найти своего давно потерянного сына.
6. Источник жизни — Флэш и Дейл пытаются найти женщину с Монго, высасывающую жизнь из мужчин Земли.
7. Союзы (часть 1) — Флэш, Бэйлин и Зарков отправляются на Монго в поисках информации об отце Флэша.
8. Открытия (часть 2) — верденский принц Барин соглашается жениться на Ауре, дочери Минга. Но Минга досаждает пророчество, предсказывающее его падение.
9. До смерти — чтобы избежать свадьбы с Барином, Аура попадает на Землю и использует на Флэше эликсир любви. Но это приводит к непредсказуемым последствиям, когда Минг заставляет обоих мужчин драться за Ауру до смерти.
10. Теория заговора — Ранкол похищает Заркова, но у друзей появляются проблемы побольше — кто-то готовится раскрыть правду о порталах населению Земли.
11. Случайный допуск — барьер между измерениями начинает крушиться, создавая случайные порталы. Флэш и Джо ненароком оказываются «добровольными» шахтёрами на Монго.
12. Тайны и лжи — Джо пытается убедить своего капитана в том, что Монго реален. Флэш и Зарков оказываются на Монго и пытаются остановить кровопролитную войну между дактилями и религиозными фанатиками.
13. Горевание — на Монго отмечается День Почитания в память о погибших во время катаклизма, известного как «Горевание». Во время торжества Минг подло нападает на верденов.
14. Встань и расскажи — Флэш и его друзья узнают, что вердены были схвачены людьми Минга и проданы в рабство. После того, как работорговцы также берут в плен Дейл, они узнают, что Минг становится параноиком вследствие пророчества, предсказывающего его падение от рука Барина.
15. Вселение — Джо крадёт открыватель порталов из лаборатории Заркова, чтобы раздобыть доказательства существования Монго. Флэш и его друзья следуют за ним, но в тело Дейл вселяется злобная ведьма.
16. Толще воды — Флэша и Ауру похищает девиат (мутант) после того, как он возвращается на Монго с Бэйлин и Зарковым в поисках открывателя порталов, украденного Джо.
17. Волнение и течение — Ранкол похищает земное озеро и хранит его в резервуаре на Монго. Это заставляет героев вернуться на Монго. Им приходится сделать трудный выбор, и Джо жертвует собой ради остальных.
18. Вина — вода, полученная кантонами, оказывается заражённой. Флэш и Аура должны совершить опасное путешествие для получения противоядия, иначе погибнет много жителей Монго и сам Флэш.
19. Холодный день в пекле — монах посылает Флэша в северную Фригию, чтобы он смог завершить последний тест пророчества — освобождение холодной королевы. Минг готовится к войне с кантонами.
20. Революция (часть 1) — Минг посылает солдат, чтобы силой забрать лёд у фригийцев, оставляя город незащищённым. Флэш и Терек собирают армию из кантонов, готовясь вторгнуться в дворец Минга. В этом им помогает Ранкол. Флэш освобождает отца из тюрьмы Ранкола. Тем временем, Дэйла и миссис Гордон преследуют правительственным агенты, но им удаётся бежать на Монго.
21. Революция (часть 2) — начинается вторжение Терека в город Минга, который просит помощи у Азуры отразить атаку сына. Доктор Гордон вновь встречается с женой после 13 лет разлуки. Флэш и Аура берут в плен Минга. Терек и Аура приговаривают отца к смертной казни, но он сбегает, используя магию медальона Азуры. Родители Флэша возвращаются на Землю, но остальные застревают на Монго.